# Clan Nzemba
Le clan Nzemba est un des clans historiques du Royaume de Loango'.
Les mots en italique sont la transcription en langue Vili.
Il se distingue par:
- son nom (li zina):

Nzemba (Bas Nzemba)
- son sanctuaire (tchibila):

La forêt interdite appelée Cisosh eikukèba où l'on rencontre des chats tricolores mystiques.
- son emblème ou totem (N'vil ou M'pess):

L'Iguane (Nguali).  Mba:mbi ngo:mbi ma tonà mangt mang
- un slogan (N'Tandulu):

Tipi Ù Tipk'na Ù bakà m:ba:nda. "le clan propriétaire de toute la forêt de m:ba:nda dont le totem est l'iguane".
- un terroir avec des attributs de souveraineté:

Kufoli, territoire (N'toto) vient de cifoli (pluriel: bifoli), qui veut dire punaise, insecte suçant le sang humain. Il est situé. entre la route de Bas-Kouilou et la foret (libuku) de M:ba:ndà, de la rivière rouge à l'antenne des PTT.  La plaine entourée de palmeraies, sur laquelle se tenait le champ de tir de l'armée française s'appelle I'mbuk' nio:na.  La forêt environnante et la rivière qui y coule portent le nom de Cisafù ou ntu cisafù.
La raffinerie de Pointe-Noire se trouve sur ces terres.
Joseph Tchiamas (1937-2014) dit N'dong Liela mbut si tchikung'la, auteur des "Coutumes, traditions et proverbes vili" fut un représentant du clan et un dignitaire du Royaume de Loango après son rétablissement au lendemain de la conférence nationale de 1991.